# Navire de garde

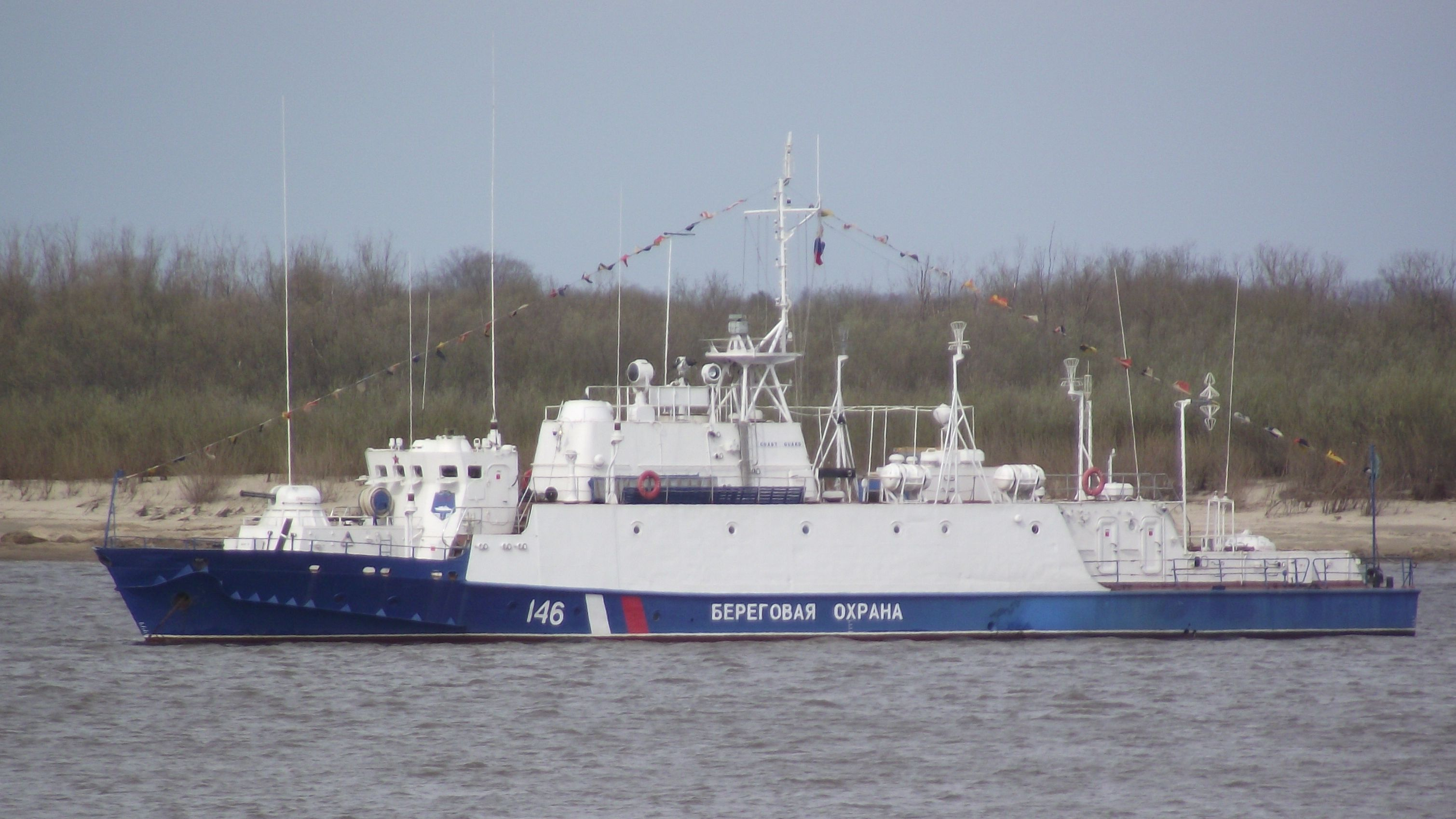
Un navire de garde sur l'Amour en Russie.

Un navire de garde est un navire de guerre stationné dans un port ou à l'embouchure d'un cours d'eau et agissant comme un gardien, à la différence d'un bateau de patrouille qui joue son rôle de protection en effectuant des déplacements dans une zone étendue.

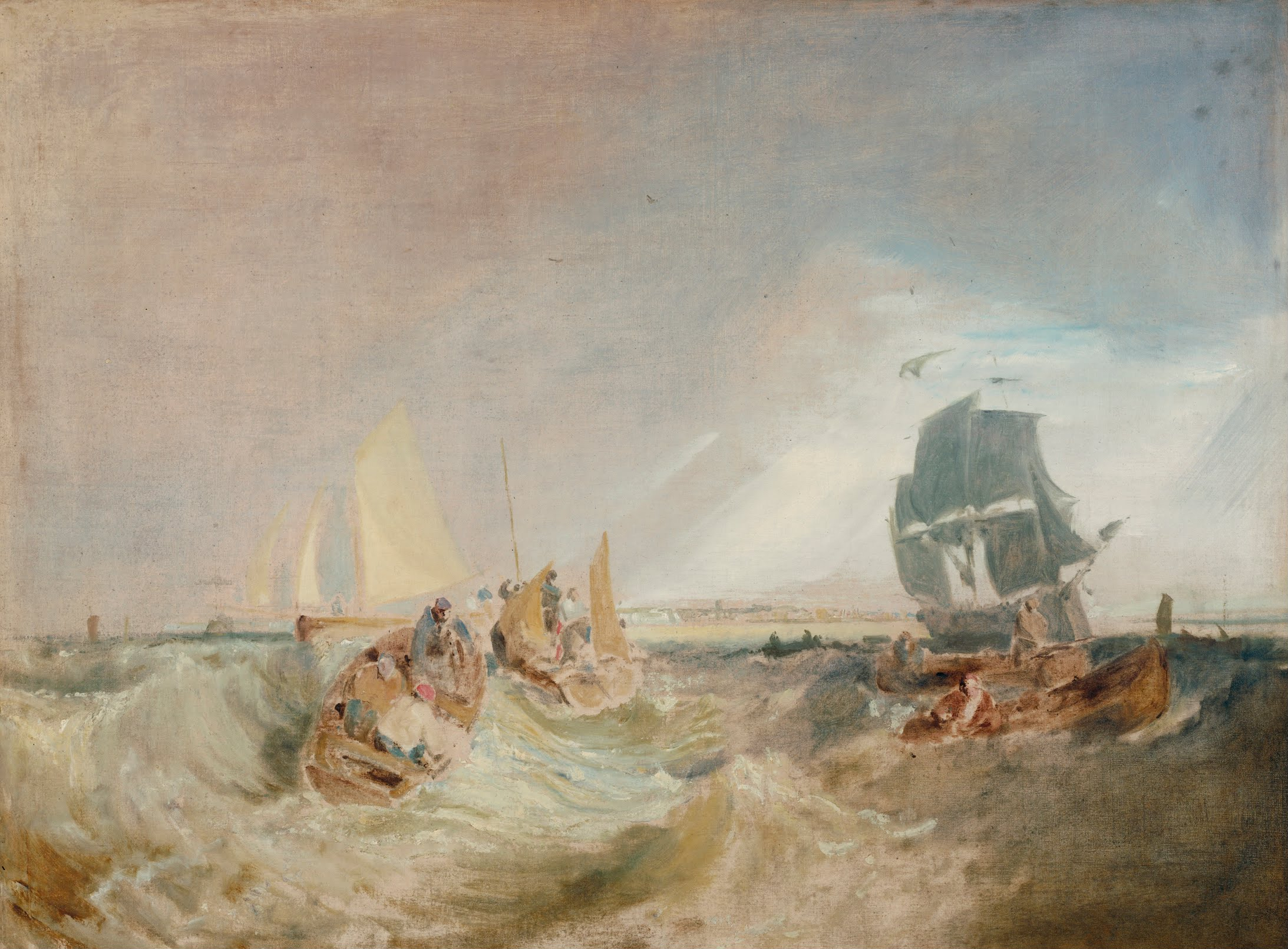
Bateaux à l'embouchure de la Tamise
William Turner, 1806-1807
Tate Britain, Londres

Dans le tableau de William Turner qui représente des bateaux à l'embouchure de la Tamise, la scène se situe probablement au large de Sheerness. Turner y montre des bateaux de pêche et de petits bateaux à côté d'un navire de garde, stationné au mouillage de Nore.